# SS Queen of Bermuda
Le SS Queen of Bermuda est un navire de croisière britannique exploité par la Furness Bermuda Line au milieu du XXe siècle. 
Il a été construit par Vickers-Armstrong Shipbuilders et est entré en service en 1933, opérant entre New York et les Bermudes. Utilisé par la Royal Navy durant et après la Seconde Guerre mondiale, il a repris son activité commerciale en 1949. Furness Bermuda a fait faillite en novembre 1966 et le Queen of Bermuda a été mis à la casse en Écosse le mois suivant.